# Procatedral de la Nostra Senyora de l'Assumpció (Brunei)
La Procatedral de la Nostra Senyora de l'Assumpció o simplement Església de la Nostra Senyora de l'Assumpció és el nom que rep un edifici religiós que es troba a la ciutat de Bandar Seri Begawan capital del districte de Brunei i Muara al nord i centre del país i sultanat asiàtic de Brunei, i en l'extrem nord de l'illa de Borneo.
El temple és la procatedral o catedral temporal d'eixa jurisdicció ecleciástica, segueix el ritu romà o llatí i serveix com a seu del Vicariat apostòlic de Brunei (Vicariatus Apostolicus Bruneiensis) que va obtenir este estatus en 2004 mitjançant la butlla "Ad aptius consulendum" del Papa Joan Pau II. El temple no és oficialment una catedral, encara que es fa servir temporalment com a tal, a més de servir de residència del bisbe, i també allotja la cancilleria diocesana.
Està sota la responsabilitat pastoral del bisbe Cornelius Sim. Es tracta de l'església més gran de Brunei i està en ple centre de la capital.